# Hurry Up Tomorrow
Hurry Up Tomorrow är det sjätte studioalbumet av den kanadensiska sångaren The Weeknd. Albumet släpptes den 31 januari 2025 och föregicks av två singlar; Timeless med Playboi Carti och São Paulo med Anitta. Albumet innehåller även samarbeten med bland andra Lana Del Rey, Giorgio Moroder och Travis Scott.
Albumet är den sista delen i den albumtrilogi som The Weeknd startade i mars 2020 med After Hours, för att senare följa upp med den andra delen i trilogin, Dawn FM i januari 2022. Albumet är också det sista som släpps under monikern The Weeknd, eftersom han tidigare uttryckt att han vill "döda The Weeknd" och släppa musik under sitt eget namn Abel Tesfaye istället.

## Bakgrund
Efter släppet av Dawn FM i januari 2022 uttryckte Tesfaye via sociala medier att albumet var en del av en ny trilogi. Två år efter släppet, i januari 2024, började han hinta om ett nytt album, via bland annat ett inlägg på Instagram med ett tomt albumomslag med en trea i mitten, för att symbolisera det tredje och sista albumet i trilogin.
Den 4 september avslöjades albumtiteln Hurry Up Tomorrow i en video via Tesfayes sociala medier. Bara några dagar senare, den 7 september hade Tesfaye en konsert i São Paulo där han spelade låtar från After Hours och Dawn FM, samt några nya ospelade låtar från Hurry Up Tomorrow, bland annat Dancing In The Flames, Timeless, São Paulo, In Heaven och Wake Me Up.
Dancing In The Flames avslöjades den 9 september som albumets första singel, och släpptes den sedan den 13 september. Låten kom sedan att uteslutas från albumet. Ingen officiell anledning har tillkännagivits, men enligt spekulationer uteslöts låten i samband med att albumet sköts upp på grund av bränderna i Los Angeles.
Två veckor senare, den 27 september, släpptes vad som kom att bli albumets faktiska första singel Timeless med Playboi Carti.
Albumets andra singel São Paulo, ett samarbete med den brasilianska sångerskan Anitta, släpptes den 31 oktober.

## Låtlista
| 1.           | Wake Me Up (feat. Justice)                                         | 5:08  |
| 2.           | Cry For Me                                                         | 3:44  |
| 3.           | I Can't Fucking Sing                                               | 0:12  |
| 4.           | São Paulo (feat. Anitta)                                           | 5:02  |
| 5.           | Until We're Skin & Bones                                           | 0:22  |
| 6.           | Baptized In Fear                                                   | 3:52  |
| 7.           | Open Hearts                                                        | 3:54  |
| 8.           | Opening Night                                                      | 1:36  |
| 9.           | Reflections Laughing (feat. Travis Scott & Florence + The Machine) | 4:51  |
| 10.          | Enjoy The Show (feat. Future)                                      | 5:01  |
| 11.          | Given Up On Me                                                     | 5:55  |
| 12.          | I Can't Wait To Get There                                          | 3:09  |
| 13.          | Timeless (feat. Playboi Carti)                                     | 4:16  |
| 14.          | Niagara Falls                                                      | 4:37  |
| 15.          | Take Me Back To LA                                                 | 4:14  |
| 16.          | Big Sleep (feat. Giorgio Moroder)                                  | 3:45  |
| 17.          | Give Me Mercy                                                      | 3:36  |
| 18.          | Drive                                                              | 3:08  |
| 19.          | The Abyss (feat. Lana Del Rey)                                     | 4:42  |
| 20.          | Red Terror                                                         | 3:51  |
| 21.          | Without a Warning                                                  | 4:57  |
| 22.          | Hurry Up Tomorrow                                                  | 4:51  |
| Total längd: | Total längd:                                                       | 84:39 |

| 1.           | Without a Warning - First Pressing Version  | 4:52  |
| 2.           | Cry For Me                                  | 3:46  |
| 3.           | São Paulo (feat. Anitta)                    | 5:03  |
| 4.           | Society                                     | 2:55  |
| 5.           | Take Me Back To LA - First Pressing Version | 4:27  |
| 6.           | The Abyss - First Pressing Version          | 3:09  |
| 7.           | Open Hearts - Single Version                | 3:29  |
| 8.           | Timeless (feat. Playboi Carti)              | 4:16  |
| 9.           | Give Me Mercy                               | 3:22  |
| 10.          | Runaway                                     | 3:20  |
| 11.          | Red Terror - First Pressing Version         | 2:35  |
| Total längd: | Total längd:                                | 41:16 |